# Gieorgij Nisskij
Gieorgij Grigoriewicz Nisskij, ros. Георгий Григорьевич Нисский (ur. 8 stycznia?/21 stycznia 1903 w guberni mohylewskiej, zm. 18 czerwca 1987 w Moskwie) – radziecki malarz, przedstawiciel socrealizmu, tworzący głównie dzieła określane jako pejzaż industrialny; członek rzeczywisty Akademii Sztuk Pięknych ZSRR, laureat Nagrody Stalinowskiej trzeciego stopnia, wyróżniony tytułem Artysta Ludowy RSFSR, srebrnym medalem Akademii Sztuk Pięknych ZSRR (1964) i brązowym medalem Wystawy Światowej w Brukseli (1958), odznaczony Orderem Czerwonego Sztandaru Pracy. Pochowany na Cmentarzu Kuncewskim w Moskwie.